# Major League Gaming
Major League Gaming Corp. (MLG) là một tổ chức thể thao điện tử chuyên nghiệp. MLG có trụ sở chính tại thành phố New York, và được thành lập vào năm 2002 bởi Sundance DiGiovanni và Mike Sepso. MLG đã tổ chức các giải đấu thể thao điện tử chính thức trên khắp nước Mỹ và Canada. Boost Mobile MLG Pro Circuit là chương trình phát sóng truyền hình của các giải đấu MLG Halo 2 trong năm 2006 và 2007, ESPN.com, và trong các trang băng thông rộng khác. Công ty cũng đã tham gia vào sản xuất truyền hình, và phát triển trò chơi.  Mục đích của MLG là nâng cao trình độ giải đấu trò chơi trên máy tính và bàn điều khiển cho các sự kiện cạnh tranh và các triển lãm.
Vào tháng 1 năm 2016, nhà xuất bản video game Activision Blizzard đã công bố việc mua lại Major League Gaming. Công ty có bộ phận thể thao điện tử của riêng mình do đồng sáng lập MLG Mike Sepso đứng đầu, tuyên bố rằng họ dự định thúc đẩy việc mua hàng như là một phần trong kế hoạch xây dựng mạng truyền hình tập trung vào thể thao điện tử.

## Pro Circuit
Danh sách nội dung trong MLG Pro Circuit hiện bao gồm Starcraft II và League of Legends cho PC. Mortal Kombat, Soul Calibur V và King of Fighters XIII cho PlayStation 3 và Super Smash Bros. Melee cho Nintendo Gamecube là nội dung sử dụng console duy nhất.
Các trò chơi điện tử đối kháng được bình luận bởi Juicebox Abel, Tom Brady và Bibulus. Không có bình luận viên của nội dung League of Legends nào được công bố.
Major League Gaming cũng tổ chức một loạt chuẩn vòng loại trực tuyến cho các danh hiệu nội dung chuyên nghiệp trực tuyến để dẫn đến chức vô địch quốc gia. Trong quá khứ, MLG đã tổ chức các giải đấu 'Super Smash Bros. Melee' trong suốt các mùa của MLG Circuit năm 2004 đến 2006 và các nội dung khác như  Halo: Combat Evolved , Halo 2, Tekken 5, Gears of War, Tom Clancy's Rainbow Six: Vegas, Shadowrun,  Tom Clancy's Rainbow Six: Vegas 2 ,  Call of Duty 4  và  Gears of War 2 .
Mỗi đội hoặc vận động viên phải mua một mã số để thi đấu. Những mã số này thường được bán vài tuần trước sự kiện Pro Circuit tiếp theo. Số lượng vé bị giới hạn, vì vậy những người tham gia được khuyến khích mua thẻ mã ngay sau khi chúng được bán.

## Giải đấuCall of DutyPro
Giải đấu MLG Pro League là giải đấu thể thao điện tử nội dung Call of Duty được tổ chức vào năm 2014 và 2015 cho các phiên bản Ghosts và Advanced Warfare tương ứng. Có ba mùa giải mỗi năm và 16 đội thi đấu mỗi mùa. Mùa giải thường xuyên được chơi trực tuyến ở format giải đấu round-robin trong suốt hai tháng. Vào cuối mỗi mùa giải, bốn đội xếp hạng cuối cùng được gửi đến một giải đấu xuống hạng và tám đội hàng đầu được mời tham gia một giải đấu playoff ngoại tuyến.
Ngoài ra còn có một giải đấu Dota 2 Pro được tài trợ bởi joinDota.

### Danh sách người chiến thắngCall of Duty
| Mùa giải               | Ngày                  | Vô địch           | Giải nhì          | số đội |
| Ghosts mùa 1           | 17-02-2014—26-03-2014 | compLexity Gaming | Strictly Business | 10     |
| Ghosts mùa 2*          |                       | Evil Geniuses     |                   |        |
| Ghosts mùa 3           |                       | Team EnVyUs       |                   |        |
| Advanced Warfare mùa 1 |                       | OpTic Gaming      |                   |        |
| Advanced Warfare mùa 2 |                       | OpTic Gaming      |                   |        |
| Advanced Warfare mùa 3 |                       | FaZe Clan         |                   |        |

* Được tổ chức dưới MLG Anaheim 2014.

## Lịch sử
Major League Gaming đã được thành lập vào năm 2002, bởi Sundance DiGiovanni và Mike Sepso. Vào năm 2006, MLG trở thành giải đấu video game console đầu tiên trên truyền hình Hoa Kỳ, với chuỗi nội dung Halo 2 Pro Series của họ được phát sóng bởi USA Network trên Boost Mobile MLG Pro Circuit. Trụ sở MLG đã chuyển vào số 3 đường Park Avenue một thời gian sau khi công ty thành lập.
Vào tháng 2 năm 2009, MLG nhận được 10 triệu đô-la tài chính từ tổ chức quản lý vốn Ritchie Capital Management. Vào ngày 6 tháng 2 năm 2009, Ủy viên MLG John Nelson đã đề cập tới cộng đồng MLG về việc thay đổi định dạng cho Pro Circuit 2009. Các đội bán chuyên nghiệp hiện có cơ hội để trở thành chuyên nghiệp. Hệ thống điểm xếp hạng và chuẩn chức vô địch cũng đã được sửa đổi. Vào ngày 18 tháng 8 năm 2009, Major League Gaming đã mua lại Agora Games; Giám đốc điều hành Matthew Bromberg giải thích rằng "Chúng tôi đã tổ chức các hạ tầng thể thao điện tử trực tuyến lớn nhất trên thế giới. Agora là nhà phát triển hàng đầu của các cộng đồng đa người chơi trên thế giới. Cùng với Agora cho phép chúng tôi tăng gấp đôi sức mạnh lớn nhất của mình".
Vào tháng 3 năm 2010, nó đã được thông báo các trò chơi đối kháng sẽ trở lại Pro Circuit, với Tekken 6  độc quyền trên PlayStation 3 và sự trở lại của Smash Bros, cạnh tranh với  Super Smash Bros. Brawl. Hai trận đấu này đã xuất hiện ở mùa giải mở màn ở Orlando, cùng với chức vô địch, Halo 3, bước vào mùa thứ ba với giải đấu
Call of Duty: Modern Warfare 2 xuất hiện lần đầu trên Online Pro Circuit trên trang web GameGattles của MLG cho PlayStation 3. Ban đầu, trò chơi chơi được trên cả Xbox 360 và PlayStation 3. Do bị hack quá mức trên giao diện console Xbox 360 thông qua JTAG hack, thương hiệu "Pro Circuit" của nó đã bị loại bỏ. Phần thưởng vẫn giữ nguyên trên cả hai console. Người chơi PlayStation 3 đủ điều kiện để tích lũy điểm Pro. Những người có đủ điểm Pro vào cuối mùa thứ 3 của vòng đua trực tuyến chuyên nghiệp có đủ điều kiện để thi đấu trực tiếp tại MLG Nationals được tổ chức tại Dallas. Những người thi đấu trên Xbox 360 không kiếm được điểm chuyên nghiệp và sẽ có giải vô địch được tổ chức trực tuyến. Vào ngày 30 tháng 7 năm 2010, đã có thông báo rằng StarCraft II sẽ được thêm vào Pro Circuit. Nó được ra mắt chính thức tại MLG Raleigh.
Vòng đua 2011 có bốn nội dung: Halo: Reach, Starcraft 2, Call of Duty: Black Ops và phần bổ sung giữa mùa giải của League of Legends. Cũng trong dịp trở lại, một cái gì đó mà MLG Pro Circuit đã không nhìn thấy kể từ năm 2005, là Pool Play. 16 đội đứng đầu đã được xếp vào 4 bảng của 5 đội, trong đó đội thứ 5 sẽ chơi như một đội nghiệp dư chưa bị đánh bại. Đội có kỷ lục tốt nhất trong suốt thời gian thi đấu pool play được nâng cao lên vòng bán kết của người thắng cuộc, đảm bảo họ sẽ có kết thúc trong Top 6.
Các cuộc đấu MLG 2012 đã có nhiều thay đổi về nội dung trong vòng đua Pro Circuit.  Starcraft II  được đưa vào nội dung chính của giải đấu. Các trò chơi đối kháng cho PS3 và  League of Legends  đã được công bố là các tựa game bổ sung.  Halo: Reach  đã không còn trên Pro Circuit, mà cũng không phải là  Call of Duty: Black Ops . Call of Duty đã bị loại khỏi vòng do thiếu tài trợ. Format giải đấu năm 2012 cũng đã thay đổi đáng kể, với sự ra mắt của các sự kiện theo mùa. Thể lệ mới có 4 mùa hàng quý; trong mỗi mùa là 2 đấu trường và chức vô địch. Giải vô địch có tất cả các nội dung Pro Circuit và có tùy chọn phát sóng SD miễn phí. Arena là sự kiện Trả tiền cho mỗi lần xem (PPV) và hiện chỉ có tính năng của game  Starcraft II  và được phát trong dạng độ nét cao (HD) từ MLG's Studio ở New York.
Cũng trong năm 2012 đã có nhiều đối tác mới của MLG. Cho đến nay, MLG đã hợp tác với CBS Interactive (CBSi) để tăng khả năng phát sóng và tích hợp với trang web của CBSi, GameSpot.com. Quan hệ đối tác mới này hy vọng sẽ tăng cường sự tiếp xúc của MLG với lượng khán giả bình thường rộng hơn.
Trong năm 2012, MLG cũng đã hợp tác với KeSPA (Hiệp hội eSports Hàn Quốc) trong một thỏa thuận lâu năm. Thỏa thuận này cho phép MLG độc quyền kết nối tới các game thủ Starcraft: Brood War của KeSPA. Sự hợp tác này sẽ thấy những ưu điểm của KeSPA Brood War đến Mỹ để cạnh tranh trong các sự kiện MLG suốt cả năm. Những người tham gia sẽ không được phép thi đấu tại bất kỳ giải đấu nước ngoài nào khác mà không có sự chấp thuận của MLG. Thỏa thuận này có hiệu lực vào tháng 6, khi các chuyên gia KeSPA Brood War tham gia vào một sự kiện triển lãm tại MLG Anaheim.
Bắt đầu từ ngày 2 tháng 11 năm 2012, với việc đăng cai Giải vô địch MLG mùa thu ở Dallas, Texas,  Halo  đã được giới thiệu lại với pro circuit. Halo 4, được phát hành công khai vào ngày 6 tháng 11, là một trong năm trò chơi được lên lịch thi đấu tại MLG Dallas.
Vào tháng 1 năm 2013, 'Call of Duty: Black Ops 2' 'đã được đưa vào Pro Circuit.
Vào ngày 14 tháng 8 năm 2013, 'Call of Duty: Ghosts' 'đã được công bố là game bắn súng góc nhìn thứ nhất của MLG cho các sự kiện của MLG Columbus và của mùa 2014. Từ ngày 8 đến 10 tháng 6 năm 2014, MLG đã tổ chức một giải đấu tại X Games cho Call of Duty: Ghosts với chiến thắng cuối cùng thuộc về OpTic Gaming bao gồm cả những người được nhiều fan yêu thích như Matt "Nadeshot" Haag và Seth "Scump" Abner.
Vào tháng Tư năm 2014, MLG thông báo rằng họ đã hợp tác với Lai Fung Holdings Limited (Lai Fung) và eSun Holdings Limited trong việc xây dựng Nhà thi đấu MLG trên Đảo Hengqin tại Trung Quốc, gần Ma Cao. Nhà thi đấu, được dự kiến sẽ là hoàn thành vào năm 2017, là một phần của sự phát triển "Thành phố văn hóa sáng tạo" được lên kế hoạch ở Hengqin.
Vào tháng 10 năm 2014, MLG đã mở một đấu trường 14,000 foot vuông (1,3006 m2) MLG.tv tại Columbus, Ohio. Nó nằm gần trung tâm thị trấn Easton.  Sự kiện đầu tiên được tổ chức tại đấu trường là mùa 3 của playoff Call of duty.
Vào ngày 19 tháng 11 năm 2013, MLG thông báo sẽ tổ chức Giải vô địch chính MLG: Columbus với "Counter-Strike: Global Offensive" Chính vào ngày 29 tháng 3 - ngày 3 tháng 4 năm 2016 tại Nationwide Arena ở Columbus, Ohio, Hoa Kỳ.

### Mua lại bởi Activision Blizzard
Vào ngày 31 tháng 12 năm 2015, có báo cáo rằng "phần lớn tất cả" tài sản của MLG đã được mua lại bởi Activision Blizzard với 46 triệu đô la, và CEO Sundance DiGiovanni sẽ được thay thế bởi cựu giám đốc tài chính của MLG Greg Chisholm. Activision Blizzard điều hành bộ phận thể thao điện tử trong nhà của họ, Activision Blizzard Media Networks, do giám đốc điều hành truyền hình thể thao kỳ cựu Steve Bornstein, với đồng sáng lập MLG Mike Sepso, và mua lại tài sản của họ từ Liên đoàn IGN Pro nay không còn. Activision Blizzard sở hữu các thương hiệu Call of Duty và Starcraft vốn được ưa chuộng như thể thao điện tử. Các báo cáo chỉ ra rằng MLG đã bị đóng cửa, và phần lớn giá mua sẽ hướng tới việc trả hết nợ của công ty.
Activision Blizzard đã xác nhận việc mua lại vào ngày 4 tháng 1 năm 2016. Giám đốc điều hành Activision Robert Kotick giải thích rằng mục tiêu chính của việc mua lại là sự vận hành hệ thống truyền MLG.tv của MLG. Kotick giải thích cho tờ The New York Times rằng mục tiêu cuối cùng của họ là "xây dựng ESPN của các trò chơi điện tử" —một kênh truyền hình dành cho thể thao điện tử và phân tích với các sản phẩm nội bộ "cao cấp" có thể thu hút nhiều nhà quảng cáo lớn hơn, do nhân viên của Activision hoặc các nhà sản xuất bên ngoài sản xuất. Mặc dù đã bị mua lại, MLG sẽ tiếp tục tổ chức các sự kiện liên quan đến các trò chơi mà không được công bố bởi các công ty con của Activision Blizzard..
Vào tháng 5 năm 2016, MLG đã công bố "Trải nghiệm xem nâng cao", một thiết kế trình phát trực tuyến mới tích hợp dữ liệu trực tiếp và hiển thị thống kê.

## Meme
Đã xuất hiện một trào lưu meme trên mạng Internet, đó là Montage Parodies (hoặc "MLG Montages") là một loạt các video được phối lại và chỉnh sửa trên YouTube. Chúng bao gồm các chỉnh sửa nhịp độ nhanh, bắt mắt và cảnh quay lặp lại, cũng như sử dụng nhạc dubstep và âm thanh ồn ào trong nền. Phong cách chỉnh sửa này bắt đầu phổ biến thông qua các trò chơi ấn tượng được phát hành bởi các đội chơi thể thao điện tử trong Major League Gaming, khi các game thủ bắt đầu sáng tạo clip riêng của họ, thường với các cảnh trong trò chơi nhằm mục đích tạo sự hài hước, tương tự như YouTube Poop. Ngay từ tháng 9 năm 2010, người dùng YouTube đã tải lên các cảnh dựng phim có chứa cảnh từ trò chơi bắn súng góc nhìn thứ nhất như Call of Duty. Vào ngày 10 tháng 3 năm 2011, người dùng Jamal Nigrumz đã tải lên video nhại MLG được biết đến sớm nhất có các clip từ trò chơi nhập vai trực tuyến nhiều người chơi World of Warcraft. Các hình ảnh thường được mô tả trong các đoạn dựng phim này bao gồm những ảnh meme như Doritosgate, hình ảnh nghệ sĩ Snoop Dogg nhảy múa và các chú thích "SAMPLE TEXT" (đầy màu sắc) mặc định từ phần mềm chỉnh sửa video của Sony Vegas. Ngoài ra, các thuật ngữ game bắn súng góc nhìn thứ nhất của Call of Duty, như "360-no scope", cụm từ "420 blaze it" và meme về tổ chức bí mật Illuminati cũng thường được đưa vào video. Âm thanh trong video thường rất to (ví dụ như tiếng kèn hơi) và nhạc nền là các bản remix Dubstep (chẳng hạn của Skrillex). Hiệu ứng trong các game cũng hay được đưa vào.

## MLG.tv
MLG.tv là dịch vụ truyền thông đa phương tiện của Major League Gaming. Một số game thủ chuyên nghiệp "Call of Duty"  bao gồm Matt "Nadeshot" Haag đã ký hợp đồng độc quyền với dịch vụ trực tuyến này. Vào cuối quý 1 năm 2015, MLG thông báo rằng mlg.tv đã tăng lượng người xem lên tới 253%.